# Chang Hye-Jin
Chang Hye-Jin (en coreano: 장혜진; Daegu, 13 de mayo de 1987) es una deportista surcoreana que compitió en tiro con arco, en la modalidad de arco recurvo.
Participó en los Juegos Olímpicos de Río de Janeiro 2016, obteniendo dos medallas de oro, en las pruebas individual y por equipo. Ganó cuatro medallas en el Campeonato Mundial de Tiro con Arco al Aire Libre entre los años 2013 y 2019.

## Palmarés internacional
| Juegos Olímpicos                 | Juegos Olímpicos                | Juegos Olímpicos | Juegos Olímpicos |
| Año                              | Lugar                           | Medalla          | Prueba           |
| -------------------------------- | ------------------------------- | ---------------- | ---------------- |
| 2016                             | Río de Janeiro (Brasil)         | Medalla de oro   | Individual       |
| 2016                             | Río de Janeiro (Brasil)         | Medalla de oro   | Equipo           |
| Campeonato Mundial al Aire Libre |                                 |                  |                  |
| Año                              | Lugar                           | Medalla          | Prueba           |
| 2013                             | Belek (Turquía)                 | Medalla de oro   | Equipo           |
| 2017                             | Ciudad de México (México)       | Medalla de oro   | Equipo           |
| 2017                             | Ciudad de México (México)       | Medalla de plata | Individual       |
| 2019                             | 's-Hertogenbosch (Países Bajos) | Medalla de plata | Equipo           |